# Dánsko na Letních olympijských hrách 1980
Dánsko se účastnilo Letní olympiády 1980 v Moskvě. Zastupovalo ho 58 sportovců (55 mužů a 3 ženy) ve 13 sportech.

## Medailisté
| Medaile | Jméno                                                    | Sport             | Soutěž                                 |
| ------- | -------------------------------------------------------- | ----------------- | -------------------------------------- |
| Zlato   | Hans Kjeld Rasmussen                                     | Sportovní střelba | Muži skeet                             |
| Zlato   | Valdemar Bandolowski Erik Hansen Poul Richard Høj Jensen | Jachting          | Muži soling                            |
| Stříbro | Peter Due Per Kjærgaard                                  | Jachting          | Muži tornado                           |
| Bronz   | Hans-Henrik Ørsted                                       | Cyklistika        | Muži 4 000 m jednotlivci stíhací závod |
| Bronz   | Susanne Nielssonová                                      | Plavání           | Ženy 100 m prsa                        |